# Dürerov autoportret (Alte Pinakothek)
Autoportret s dvadesetosam godina u ogrtaču s krznenim okovratnikom je treći i posljednji autoportret koji je naslikao slavni renesansni slikar Albrecht Dürer, netom prije svoga 29. rođendana 1500. godine.
Rođen kao jedno od osamnaestero djece Nürnberškog zlatara, Albrecht Dürer je bio studiozan, analitičan, pronicljiv i precizan, ali i samoljubiv i težak, poput svoga suvremenika, Michelangela. Nakon šegrtovanja u zlatarstvu i slikarstvu, te izradi vitraja i drvoreza, u proljeće 1490. godine Dürer je počeo putovati kako bi proširio svoje obrazovanje i stekao iskustvo kao umjetnik. Do 1494. godine radio je u Baselu, u Švicarskoj, uglavnom na crtežima za drvoreze koji su se tu proizvodili. No, nakon putovanja u Italiju od 1494. – 95., upoznao se s idealizmom umjetnosti i konceptom umjetnika kao neovisnog kreativnog genija. Upravo to je pokazao na svom autoportretu iz 1500. godine, gdje se naslikao idealiziran, pa čak i nalik Kristu. Ova slika u strogo frontalnoj pozi dočekuje gledateljev pogled poput likova na ikonama. Raskošna krznom obrubljena odora i vijugavi čuperci tvore jednakostranični trokut kao bezvremenski simbol jedinstva.